# Bathyraja andriashevi
Bathyraja andriashevi е вид хрущялна риба от семейство Arhynchobatidae. Видът не е застрашен от изчезване.

## Разпространение и местообитание
Разпространен е в Русия (Курилски острови) и Япония.
Среща се на дълбочина от 1390 до 1475 m.